# I Casagrande - Il film
I Casagrande - Il film (The Casagrandes Movie) è un film d'animazione del 2024 diretto da Miguel Puga.
È basato sulla serie animata Nickelodeon I Casagrande, spin-off di A casa dei Loud. È uscito in tutto il mondo il 22 marzo 2024 su Netflix.

## Trama
Ronnie Anne Santiago compie 12 anni. Ha intenzione di celebrare il suo compleanno con la sua migliore amica, Sid Chang, ma la sua famiglia la sorprende con un viaggio a Japunda, in Messico, con suo grande sgomento. In Messico, Ronnie Anne si interessa a una collana che un negoziante sostiene contenga l'ultimo legame tra gli esseri umani e gli dei, ma Maria la considera una bufala. Tuttavia, Ronnie Anne acquista la collana all'insaputa di sua madre.
La famiglia si dirige a casa della Mama Lupe, dove Ronnie Anne vede una montagna vicina che ricorda un half-pipe. Carlos Sr. le dice che la montagna prende il nome dalla forma pietrificata della semidea Punguari, i cui genitori Sisiki e Chipiri le hanno negato di diventare una dea a tutti gli effetti a causa della sua natura ribelle e mancanza di responsabilità. Arrabbiata, Punguari ha rubato una maschera che le ha permesso di diventare una dea; tuttavia, il terreno intorno a lei iniziò a rompersi e a sgretolarsi. Sisiki fu costretta a pietrificare la figlia; se Punguari venisse liberata adesso, dopo 800 anni, il Messico sarebbe in pericolo.
Il giorno successivo, Ronnie Anne decide di andare al Monte Punguari, dove inizia a fare skateboard sincronizzato con Sid durante una videochiamata. Tuttavia, Ronnie Anne cade dallo skateboard, rompendo la sua collana e liberando Punguari. Ben presto, una giovane, che si presenta come Shara, chiede aiuto, poiché la sua gamba è rimasta intrappolata sotto un ramo a seguito di un terremoto. Ronnie Anne, accompagnata da Shara, si confronta con sua madre, che è arrabbiata perché è sgattaiolata fuori per fare le sue cose. Più tardi quella sera, Maria esprime la sua frustrazione per il comportamento ribelle di Ronnie Anne, spingendo Mama Lupe a portarla fuori per esercitarsi nel lancio del chancla.
Shara e Ronnie Anne scappano in un museo, dove Ronnie Anne scopre la porta del regno con la maschera. Shara, prendendo la maschera, rivela di essere in realtà Punguari, lasciando Ronnie Anne intrappolata nel regno. Tuttavia, suo nonno Hector finisce per trovarla attraverso uno specchio magico. Ronnie Anne spiega la sua difficile situazione alla famiglia, che di notte si intrufola nel museo per salvarla. Ronnie Anne si rende conto che la storia di Punguari era sbagliata: mentre Punguari brandiva la maschera, le crepe che si formavano nel terreno permettevano a un'altra divinità - Ucumu, il dio degli inferi - di apparire in superficie.
Punguari sfrutta il potere della maschera per divenire una divinità, prosciugando il mare e creando un tempio sulla sua scia. Tuttavia, la terra ricomincia a spaccarsi. Ronnie Anne decide di andare lei stessa al tempio di Punguari, dove affronta quest'ultima e le racconta la vera storia: i suoi genitori l'hanno pietrificata per proteggerla da Ucumu. Si accorgono che Maria, che ha tentato di raggiungere il tempio, sta per scivolare nelle fessure appena formatesi. Punguari si trasforma in un coyote e corre verso Maria, che usa il suo itinerario per mettersi in salvo. La famiglia e Punguari si raggruppano mentre Ucumu emerge dalle crepe.
Ronnie Anne parte con Punguari in battaglia, mentre Maria ordina a Lalo, il cane di famiglia, di scavare per un chancla gigante, e Bobby prende la sacra fiamma ospitata sotto la casa di Mama Lupe. Il gruppo di Bobby ritorna sulla terraferma mentre Ucumu convoca un gruppo di servitori per attaccare. Don Tacho fa schiantare il suo aereo contro i servitori, e ogni Casagrande utilizza i propri punti di forza per respingerli. Punguari alla fine viene messa KO da Ucumu, che procede a trascinarla in un teschio sulla sua maschera.
Maria, aiutata da un gruppo di Guerrieri Chancla, riesce a sollevare il chancla gigante abbastanza a lungo da permettere a Frida di far cadere un ritaglio di carta di Arturo, che è avvolto dalla fiamma sacra, nel chancla, che colpisce Ucumu, riducendolo in uno scheletro. Ronnie Anne spara a Ucumu, distruggendolo e pietrificando tutti i suoi servi. Punguari sigilla le crepe usando il tempio che ha costruito, impedendo il ritorno di Ucumu e si riunisce con i suoi genitori, che erano stati trasformati in gemme. Sisiki e Maria si riconciliano con le rispettive figlie e mettono da parte le loro differenze.
Il padre di Punguari, Chipiri, riporta la terraferma al suo antico splendore e il Festival del Nuovo Fuoco si tiene ora sull'isola di Mama Lupe. Maria regala a sua figlia un'altra gemma mentre Punguari, Sisiki e Chipiri osservano i festeggiamenti da lontano.

## Produzione
Il film è stato annunciato per la prima volta il 4 aprile 2023. Il 17 novembre successivo, Miguel Puga ha confermato che la produzione era terminata.

## Distribuzione
L'11 dicembre 2023 è stato annunciato che il film sarebbe stato distribuito da Netflix il 22 marzo 2024. Un trailer è stato rilasciato il 23 febbraio dello stesso anno.